# Mont-lès-Seurre
Mont-lès-Seurre is een gemeente in het Franse departement Saône-et-Loire (regio Bourgogne-Franche-Comté) en telt 136 inwoners (1999). De plaats maakt deel uit van het arrondissement Chalon-sur-Saône.

## Geografie
De oppervlakte van Mont-lès-Seurre bedraagt 6,6 km², de bevolkingsdichtheid is 20,6 inwoners per km².
De onderstaande kaart toont de ligging van Mont-lès-Seurre met de belangrijkste infrastructuur en aangrenzende gemeenten.

## Demografie
Onderstaande figuur toont het verloop van het inwonertal (bron: INSEE-tellingen).